# Topa de Jos, Bihor
Topa de Jos este un sat în comuna Dobrești din județul Bihor, Crișana, România.

## Vezi și
- Biserica de lemn din Topa de Jos

 Acest articol despre o localitate din județul Bihor este deocamdată un ciot. Puteți ajuta Wikipedia prin completarea lui.